# Берри, Марилу
Марилу Берри (фр. Marilou Berry, 1 февраля 1983, Париж, Франция) — французская актриса театра и кино.

## Биография
Родилась в семье актрисы Жозиан Баласко и скульптора Филиппа Берри. Племянница актёра, режиссёра и сценариста Ришара Берри.
Не окончив среднюю школу, поступила в Парижскую Высшую национальную консерваторию музыки и танца.

## Актёрская карьера
Впервые появилась на экране в возрасте 8 лет в фильме своей матери Жозиан Баласко «Моя жизнь — ад» (1991), в котором снялась вместе с ней и своим дядей Ришаром Берри.
Будучи ещё подростком, сыграла роли ещё в нескольких фильмах. Исполнила роли в более чем 10 телевизионных сериалах.
В 2005 году номинировалась на премию «Сезар» самой многообещающей актрисе.

## Избранная фильмография
- 1991 — Моя жизнь — ад
- 2004 — Посмотри на меня
- 2004 — Первый раз, когда мне было 20
- 2005 — Чёрный ящик
- 2005 — Однажды на реке
- 2006 — Этого не должно быть
- 2006 — Летний лагерь
- 2006 — Убежище для детей (Телевизионный)
- 2006 — Lisa et le pilote d’avion
- 2007 — Новеллы Ги Де Мопассана (сериал)
- 2007 — Пропавшая в Довиле
- 2008 — Belleville tour (Телевизионный)
- 2008 — Клиентка французского жиголо
- 2008 — Vilaine
- 2008 — Уродина Мелани
- 2010 — Худшая неделя моей жизни (сериал, 2010—2011)
- 2011 — Круиз
- 2011 — Славный городок
- 2013 — Жозефина
- 2013 — Королевы ринга
- 2014 — Валентин, Валентин
- 2015 — Дом с тигровыми лилиями
- 2016 — Случайно беременна[англ.]

## Роли в театре
- 2004 — Les Monologues du vagine
- 2005 — Toc toc
- 2009 — Tout le monde aime Juliette
- 2011 — L’Amour, la mort, les fringues